# Stan Vickers
Stanley Frank Vickers, més conegut com a Stan Vickers   (Lewisham, 18 de juny de 1932 - Seaford, 17 d'abril de 2013), fou un atleta anglès, especialista en marxa atlètica, que va competir durant les dècades de 1950 i 1960.
El 1956 va prendre part en els Jocs Olímpics d'Estiu de Melbourne, on fou cinquè en els 20 quilòmetres marxa del programa d'atletisme. Quatre anys més tard, als Jocs de Roma, guanyà la medalla de bronze en la mateixa prova del programa d'atletisme.
En el seu palmarès també destaca una medalla d'or en els 20 quilòmetres marxa del Campionat d'Europa d'atletisme de 1958, per davant del vigent campió olímpic, Leonid Spirin, i Lennart Back. Guanyà set campionats nacionals de l'AAA, de les dues, set i deu milles el 1957 i 1958 i de les dues milles el 1960, així com tres de la RWA, de les 10 milles el 1957 i 1958 i de les 20 milles el 1960.

## Millors marques
- 10 quilòmetres marxa. 43' 43.6" (1960)
- 20 quilòmetres marxa. 1h 28' 53" (1959)[3]